# 団塊ヒーロー!香リン4
『団塊ヒーロー!香リン4』（だんかいヒーローカリンフォー）は、フジテレビジョン美術センターが制作し、インターネット配信を行っていたアニメであり、登場するキャラクターの名称でもある。

## 概要
2006年秋頃、フジテレビジョン美術制作局美術センター専任部長で「あっぱれさんま大教授」や「ミュージックフェア」などの美術プロデューサーである清水淳司が原案を思いつき、『団塊戦隊!香リンジャー』の予告編として制作され、2007年3月2日同社美術制作局が主催する「デジカニ」（デジタルカーニバル2007）内の企画プレゼンショーで上映をしたところ、社内で評判となりデジタルコンテンツ局の協力を得て、同年6月18日に公式サイト内オリジナルコンテンツであるフジテレビZOOよりネット配信が開始された。しかし、何らかの大人の事情により『団塊ヒーロー!香リン4』に改題、一部キャラクターが変更されている。
なお、アニメーションではあるが、外部制作プロダクションに外注せずに局が直接制作、それも美術局が制作をするという特異性と共に声優もすべて同局のアナウンサーが担当するという異色の作品である（後年『信長協奏曲』でも局内の部署で制作の手法が取られている）。

## ストーリー
団塊世代と呼ばれた4人のオヤジが加齢臭によって、若い女性や子供、そして家族からも煙たがれる生活に悩んでいた。一方その頃、悪臭大王（あくしゅうだいおう）率いる悪臭星人が地球移住を企てており、侵略を開始しようとしていた。その動きを察知した天才科学者井伊香織（いい かおり）は地球を悪臭から守るヒーローを作ろうとしていた。そんな時に加齢臭に悩む4人のオヤジは香織が経営するメンズエステEを訪れた。そこで香織は、この4人をヒーローになるように話をするが、最初は断られてしまう。しかし、井伊家に伝わる秘伝の薬を使うことにより「敵を倒せば3分間は華麗な香りでいられます。さらに敵の総大将である悪臭大王を倒せば永遠にいい香りでいられます。」と説得し、『団塊ヒーロー!香リン4』が誕生することになった。ちなみに加齢臭が一番強いとされる耳の裏を激しく擦ることによって変身でき、怪人を倒すと加齢臭が華麗な香りになるばかりでなく、顔もイケメンになる。

## キャラクター

### 香リン4
赤星守（あかほし まもる） / 香リンローズ
声 - 福井謙二
かつてはエリートサラリーマンであったが、現在は窓際族。会社では年下の部長には叱られ、おやじギャグでOLたちからは煙たがられ、家庭では娘に無視され、自分の洗濯物は自分で洗わされている気弱な58歳。怪人を倒すと加齢臭はバラの香りになる。
青木瑛士（あおき えいじ） / 香リンマリンブルー
声 - 川端健嗣
昔はドラマや時代劇で活躍。また着物の見立て会でスケージュールが一杯の二枚目俳優であったが、年齢を重ねるとともに若手に仕事をどんどん取られて低迷。そのうちに加齢臭のためにサイン会でもファンに逃げられる57歳。怪人を倒すと加齢臭はマリンブルーの香りになる。
緑川伊知郎（みどりかわ いちろう） / 香リンハーブ
声 - 桜庭亮平
運送会社の社長であったが、バブル景気の崩壊で会社は倒産。タクシー運転手に転職するが、車内に蔓延する加齢臭のためにいつもワンメーターだけで客に降りられてしまい、上司から叱られてばかりいる可哀相な59歳。怪人を倒すと加齢臭はハーブの香りになる。
桃井勝明（ももい かつあき） / 香リンピーチ
声 - 牧原俊幸
花形スタイリストで男からもモテモテだったオカマだが、加齢臭とともに男が去る。ファッション業界が長い57歳。怪人を倒すと加齢臭は桃の香りになる。

### 悪臭星人
悪臭大王（あくしゅうだいおう）
声 - 伊藤利尋
地球制服を企み侵略を開始した悪臭軍団の大将。
納豆臭怪人ネバネバーン（なっとうしゅうかいじん ねばねばーん）
声 - 牧原俊幸
第一話に登場する悪臭怪人。

### その他
井伊香織（いい かおり）
声 - 平井理央
天才科学者にしてメンズエステEを経営する女性。大老・井伊直弼（声 - 堺正幸）の末裔で香リン4の生みの親でもある。
赤星知代（あかぼし ちよ）
声 - 阿部知代
赤星守の妻。
赤星舞（あかぼし まい）
声 - 斉藤舞子
赤星守の娘。納豆臭怪人ネバネバーンに連れ去られてしまう。
キャレイシュ・ペポラー
声 - 伊藤利尋
ストーリー内に登場する謎のキャラクター。
マハール伊江郎（まはーる いえろう）
声 - 伊藤利尋
母親がインド人のハーフでカレーショップを経営。加齢臭に悩み香織のエステに来るが、カレーの仕込みがあると言って帰ってしまう。香リンジャー時代は、変身する設定がなされていたキャラクターだが、何らかの理由で変更された模様。

### ナレーター
- 松元真一郎

## 配信状況
年号はすべて2007年。
6月18日…予告編
問い合わせが集中したために6月21日より、主題歌である「哀愁体臭加齢臭」のプロモーションビデオに差し替えられた。
7月2日…第一話「香リン4誕生の巻」（前編）
サブタイトルに〜哀愁体臭加齢臭〜が付く。
7月17日…第一話「香リン4誕生の巻」（後編）
7月30日…井伊香織声当てクイズの正解発表
8月1日…サイト運営に関する諸般の事情で公開休止
その他に「香リンペディア」というギャグなどの解説をするページが不定期更新されていた。

## 突然のサイト休止
2007年8月1日、突然サイトによる公開が休止された。休止理由としては、サイト運営に関する諸般の事情という理由だが、次の点で大きな疑問点がある。
- サイト内で悪臭怪人のアイディアを募集していた。
- 原作者でもある大分駿（清水淳司）のブログでは、すでに2話の収録が完了していたことが判明していた。
- 出版社から漫画雑誌への掲載についてのオファーが来ていた。

そのために休止告知の文面も踏まえて考えるとサイト運営を行うデジタルコンテンツ局内でなんらかの事情があり、公開休止になったと思われる。

## スタッフ
- 原案・脚本・監督 - 大分駿
  - プロデューサーでもある清水淳司のペンネーム。大分は、清水の出身地であること。また、宮崎の上（北側）に位置することから宮崎駿のパロディというシャレも意味している。
- 脚本・構成 - 田中到・武藤啓右・古江学
- 香リンペディア構成 - はかせじろう
- アニメーション制作 - 笹生宗慶
- VTR編集 - 澤田成樹
- MA - 太田宗孝
- 音響効果 - 飯浜聡
- 音楽監督 - HIROSHI
- 劇中BGM - 飯野竜彦（編曲）・水谷美月（バイオリン）・クリテツ（テルミン）・古江学（ギター）
- WEB - 寺記夫・SHIMAO・プコプコ
- プロデューサー - 清水淳司

## 主題歌
哀愁体臭加齢臭
作詞 - 大分駿 作曲 - HIROSHI 歌 - 米良美一